# Oblast Sachalin
De oblast Sachalin (Russisch: Сахалинская область, Sachalinskaja oblast) is een oblast (bestuurlijke eenheid) van Rusland. Het is het enige Russische deelgebied dat zich alleen op eilanden bevindt. De oblast bestaat uit het eiland Sachalin met twee kleine eilandjes in de buurt hiervan en de 56 eilanden en eilandjes van de Koerilen.
De regio heeft een oppervlakte van 87 100 km² en een (afnemende) bevolking van iets minder dan 550 000 mensen. Hoofdstad en grootste stad is Joezjno-Sachalinsk met circa 170 000 inwoners.
Sachalin is het thuisland van de Nivchen en de Ainu. De bevolking bestaat overwegend uit Russen (82%), Oekraïners (6,5%) en Koreanen (5%).
Met name in het noorden van Sachalin wordt aardolie en aardgas gewonnen. Andere belangrijke bronnen van inkomsten zijn de visserij en de houtindustrie.

## Geschiedenis

### Sachalin

#### Vroege bewoning
Het eiland Sachalin werd bewoond vanaf het neolithicum. Van oudsher woonden er de Chinese volkeren Xianbei en Xiazhe en de volken Ainu en Nivchen, die hier mogelijk heen trokken vanaf het vasteland van Siberië na de laatste ijstijd en die zich vooral bezighielden met de visserij. De Ainu hadden hun hoogtijdagen in de 13e en 14e eeuw.

#### Chinese, Japanse en Russische invloeden
Ten tijde van de Ming-dynastie stond het eiland achtereenvolgens bekend als Kuyi (Chinees: 苦夷; pinyin: Kǔyí) en Kuye (Chinees: 庫頁; pinyin: Kùyè). In het boek Shengmu (Chinees: 聖武記; pinyin: Shèngwǔjì) wordt geschreven dat de Ming een leger van 400 man naar het eiland stuurden in 1616, maar deze later weer terugtrokken toen duidelijk werd dat de Chinese autoriteiten geen gevaar hadden te verwachten van de inwoners van het eiland. Er bevindt zich nog steeds een grenssteen van de Ming op het eiland.
Ook de Qing-dynastie eiste de soevereiniteit over het eiland op, waarna het eiland vervolgens onder Chinees bestuur kwam te staan vanaf de Jin-dynastie. De Chinese autoriteiten hadden echter geen militairen gestationeerd op het eiland, wat Rusland en Japan ertoe zette om pogingen te ondernemen om het eiland te koloniseren. Een Japanse nederzetting werd opgezet met de naam Ootomari in 1679 (nu Korsakov). Cartografen van de Matsumae-clan tekenden een kaart van het eiland, dat ze Kita-Ezo (Noordelijke Ezo) noemden, verwijzend naar de oude naam Ezo voor het eiland Hokkaido. In 1686 werd echter het Verdrag van Nertsjinsk gesloten tussen Rusland en China, waarbij het eiland werd erkend als Chinees gebied. De Russen hielden zich echter niet aan dit verdrag en begonnen nederzettingen op te zetten op het eiland, bestaande uit veroordeelden.

#### Ontdekkingsreizen
In Europa raakte het eiland bekend in de 17e eeuw door de reizen van Ivan Moskvitin en Maarten Gerritszoon de Vries (die beetgenomen werd door de Ainu) en later door die van Jean-François de La Pérouse (1787) en Ivan Kruzenstern (1805). Beide laatsten beschouwden Sachalin echter nog als een schiereiland, daar zij geen weet hadden van de Tatarensont. Deze werd pas ontdekt in 1809 door de Japanse ontdekkingsreiziger Mamiya Rinzo, die deze de Straat van Mamiya noemde.

#### Russische en Japanse kolonisatie
De eilanden, die pas in de 19e eeuw door Rusland geannexeerd werden, waren lange tijd betwist gebied tussen Rusland en Japan. In 1845 claimde Japan de autoriteit over het hele eiland. In 1849 echter ontdekte de Russische zeevaarder Gennadi Nevelskoj dat de Tatarensont bevaarbaar was, waarop de Russen, ondanks de claim van de Ming-dynastie voor autoriteit over het eiland, het eiland ook begonnen te koloniseren. Vanaf 1853 (toen het legerkamp Moeravjovski post (later Korsakov) werd gesticht bij Ootomari) begonnen zij met het opzetten van nederzettingen, bestuursposten, de stichting van steenkoolmijnen, scholen, gevangenissen en kerken op het eiland. Hierbij werden de Xiazhes ofwel vermoord, ofwel gedwongen verbannen naar het Aziatische vasteland.
Bij het Verdrag van Shimoda tussen Japan en het Russische Rijk in 1855 werd verklaard dat beide landen het eiland mochten bewonen; de Russen in het noorden en de Japanners in het zuiden. Hierbij moest het Russische Rijk wel zijn militaire basis bij Ootomari opgeven. De verdeling van het eiland bleek echter een bron van conflict tussen beide landen.
Na de Tweede Opiumoorlog wist het Russische Rijk de Chinezen te dwingen om het Verdrag van Aigun (1858) en de Conventie van Peking (1860) te tekenen, waarbij het Chinese Rijk alle territoria ten noorden van de Amoer en ten oosten van de Oessoeri verloor, inclusief Sachalin.
In 1857 werd een gevangenenkolonie gesticht op het eiland door de Russen, die uiteindelijk uitgroeide tot de Sachalin-katorga (1869-1906). In 1875 moest Japan uiteindelijk ook het zuidelijk deel van het eiland opgeven bij het Verdrag van Sint-Petersburg, waarbij het eiland werd uitgeruild tegen de Koerilen.

#### De prefectuur Karafuto op Zuid-Sachalin
Na de Russisch-Japanse Oorlog verloor het Russische Rijk echter bij het Verdrag van Portsmouth in 1905 alle gebieden ten zuiden van de 50e breedtegraad, waardoor 40% van het gebied opnieuw in Japanse handen kwam. Dit gebied werd daarop de prefectuur Karafuto (Japans: 樺太庁; Karafuto-chō, Ainu: Krafto) met als hoofdstad Toyohara (nu Joezjno-Sachalinsk).

#### Operatie Joezjno-Sachalin: Inname van Zuid-Sachalin door de Sovjet-Unie
Aan het einde van de Tweede Wereldoorlog lanceerde de Sovjet-Unie Operatie Augustusstorm. Als onderdeel hiervan begon op 11 augustus 1945, ongeveer een maand voor de overgave van Japan, operatie Joezjno-Sachalin. Hierbij vielen het 56e geweerkorps, bestaande uit de 79e geweerdivisie, de 2e geweerbrigade, de 5e geweerbrigade en de 214e gepantserde brigade de Japanse 88e divisie aan. Hoewel het Rode Leger meer dan drie maal zoveel troepen in de strijd wierp, wisten ze niet op te rukken door de hevige Japanse tegenstand. Pas toen de 113e geweerbrigade en het 365e onafhankelijke marineinfanteriebataljon uit Sovjetskaja gavan op 16 augustus landde bij het Japanse vissersdorpje Tōrō (塔路; nu Sjachtjorsk), wisten de Sovjettroepen de Japanse verdedigingslinie te verzwakken. Kleine gevechten duurden voort tot 21 augustus. Van 22 op 23 augustus werd echter door de meeste Japanse troepen aangedrongen op een vredesverdrag. Op 25 augustus was de verovering van Sachalin door de Sovjets voltooid met de inname van Toyohara. Volgens Japanse bronnen vielen bij de verovering meer dan 20.000 burgerslachtoffers. De naar schatting 400.000 Japanse inwoners werden verbannen naar Japan.

#### Russische bewoning
Op 2 januari 1947 werd het eiland geïntegreerd in de Sovjet-Unie als onderdeel van de RSFSR. In 1951 zag Japan bij het Verdrag van San Francisco van verdere claims op Karafuto af. Op Japanse kaarten wordt het gebied echter nog als "niemandsland" aangegeven.
Tijdens de Tweede Wereldoorlog werden veel Koreanen gedwongen naar Sachalin te gaan om er te werken in de steenkoolmijnen voor de Japanners. Afstammelingen van deze Koreanen beschouwen zich nu vaak als Russen.
Op 28 mei 1995 vond een aardbeving plaats met een kracht van 7,5 op de schaal van Richter, waarbij 2040 inwoners (bijna twee derde van de bevolking) uit de plaats Neftegorsk werden gedood en het dorp van de kaart werd geveegd. Het gebied werd daarvoor niet als een groot risicogebied gezien en de huizen hadden geen enkele beveiliging tegen seismische activiteit.
Bij de volkstelling van 2002 werden 333 mensen geregistreerd als 'etnisch Japans'. Data over de Ainu werd niet geregistreerd, wat kan wijzen op ofwel dat ze onder de categorie 'anderen' werden opgenomen, of onder de categorie Japanners of dat ze zichzelf als Japanners hebben opgegeven.

### Koerilen

#### Ontdekking en kolonisatie
In 1643 deed de Nederlandse zeevaarder Maarten Gerritszoon de Vries ook de Koerilen aan. Op dat moment leefden hier 3000 tot 3500 Ainu, die vooral leefden van de visserij, de jacht en de handel met een netwerk dat doorliep tot op de Aleoeten en Alaska. De Ainu noemden de eilanden 'Kur', wat zoiets betekent als 'mens', 'volk' of 'volken'. Bij de Russische volkstelling van 1897 bleek dat er reeds 4.413 inwoners op de eilanden woonden. Veel van de Ainu waren toen al verdwenen door geïmporteerde ziekten en door andere oorzaken.
In de 18e en 19e eeuw trokken Russische en Japanse ontdekkingsreizigers naar de eilanden. In 1855 werd de grens tussen beide rijken getrokken tussen de eilanden Etorofu en Uruppu (18 eilanden tussen Uruppu en Shimushu ten noorden van Etorofu) bij het Verdrag van Shimoda. De eilanden werden volledig onderdeel van Japan bij het Verdrag van Sint-Petersburg in 1875 in ruil voor Sachalin. Beide verdragen worden vaak door Japan aangehaald bij het huidige Koeril-eilanden conflict.

#### Verovering door de Sovjet-Unie
Japan, dat de eilandengroep Chishima-eilanden noemt, wist de eilandengroep tot 1945 in bezit te houden. Toen startte de Sovjet-Unie echter Operatie Augustusstorm om ook deze eilanden te veroveren in augustus en september 1945. Op 13 april 1941 was het Neutraliteitsverdrag gesloten tussen de Sovjet-Unie en Japan (na de Japanse nederlagen bij Chasan en Halhin Gol), waarbij de beide landen elkaars territoriale integriteit erkenden. Op 5 april kondigde de Sovjet-Unie echter aan dit verdrag niet meer te zullen respecteren, waarmee het verdrag formeel op 25 april 1946 ongeldig zou worden. Op 8 augustus verklaarde de Sovjet-Unie Japan de oorlog en begon haar offensief in Mantsjoerije, Sachalin en de Koerilen.
De Koerilen vormden sinds 1940 de standplaats van de 7e Japanse divisie, met een marinehaven, meerdere en luchtmachtbasissen, waarvan de vliegtuigen meerdere malen slag leverden met Amerikaanse vliegtuigen van de Aleoeten. Op de noordelijkste eilanden Shumushu en Paramushiro bevonden zich alleen al 22.000 man troepen en 70 tanks. De Japanse legerleiders waren overigens op de hoogte van de grote troepenverplaatsingen nabij de grens met Mantsjoekwo, de havens van Primorje, op Kamtsjatka en Noord-Sachalin. Het Sovjetplan was in eerste instantie om de Koerilen en Hokkaido nog voor de capitulatie van Japan te veroveren, daar de Sovjet-Unie er niet zeker van was of deze gebieden wel onderdeel zouden worden van de Sovjetzone bij een naoorlogse geallieerde bezetting van Japan. Door de atoombommen op Hiroshima en Nagasaki verhinderde de Verenigde Staten dit plan echter midden augustus; in tegenstelling tot nazi-Duitsland, werd de Japan volledig bezet door de Verenigde Staten.
Door het onoverzichtelijke doel van de operatie en de tijdsdruk vielen bij de verovering vele doden. Het Sovjetmarinekorps trok op 18 augustus de nauwe straat tussen Kamtsjatka en het eiland Shumushu over om de Japanse 91e divisie op het eiland aan te vallen. Met hulp van Amerikaanse landingsboten, die bij het geheime Project Hula waren overgedragen aan de Sovjets werd het eiland bestormd. Ondanks de voorbereidingen vielen bij de strijd, die tot 21 augustus duurde, volgens sovjetbronnen 1567 Sovjet- en 1018 Japanse doden en volgens Japanse bronnen 3000 Sovjetdoden en gewonden en 600 Japanse doden en 500 tot 700 gewonden. In opdracht van het Japanse opperbevel begon daarop het Japanse 5e leger met onderhandelingen over vrede. De garnizoenen op Shumushu, Paramushiru en Onekotan kregen dit te horen op 19 augustus. Daarop werden de overige Japanse eilanden zonder verdere gevechten bezet tot 5 september: Etorofu op 29 augustus, Kunashiri, Shikotan en de sinds de 16e eeuw tot Japan behorende rotseilandengroep Habomai op 1 september. Op 20 september werden de beide grootste eilanden hernoemd tot Itoeroep en Koenasjir en geannexeerd.

#### Russisch bestuur
De Japanse bevolking van enkele tienduizenden werd verdreven tot 1946 en veel mannelijke burgers en alle soldaten werden naar de Goelagkampen in Siberië gestuurd, waarvan slechts weinigen terugkeerden. Op 2 februari 1946 werden de eilanden tot staatsgebied van de Sovjet-Unie verklaard. Bij het Verdrag van San Francisco in 1951, dat overigens niet zelf door de Sovjet-Unie werd getekend, moest Japan afstand doen van de Koerilen. Hierbij werd echter niet gedefinieerd wat de grenzen van de Koerilen waren. De eilanden, Itoeroep, Sjikotan, Koenasjir en de Chabomaj-eilanden (7 eilanden en 3 eilandengroepen) worden door Japan niet gezien als onderdeel van de Koerilen en worden daarom geclaimd als onderdeel van Japan.
Na de inname beloofde de communistische regering veel geld aan bewoners die zich er zouden vestigen, maar dit geld kwam er echter nooit. In 2006 werd echter onder Ruslands eerste vicepremier Dmitri Medvedev besloten tot een investering van omgerekend 630 miljoen dollar in het gebied.
Hoewel de regering van Rusland in 2004 plannen had om Chabomaj en Sjikotan terug te geven, maar de bevolking van Rusland was hierop tegen.

## Demografie
Sinds het uiteenvallen van de Sovjet-Unie is de bevolking drastisch gedaald. Bijna een kwart van de bevolking (23%) verliet het gebied tussen 1989 en 2002.
| 1926   | 1939    | 1959    | 1970    | 1979    | 1989    | 2002    |
| ------ | ------- | ------- | ------- | ------- | ------- | ------- |
| 12.000 | 100.000 | 649.000 | 615.000 | 655.000 | 709.000 | 546.000 |